# Tương ưng Bộ
Kinh Tương Ưng Bộ (Samyutta Nikàya) là bộ kinh thứ ba trong kinh tạng Pàli (Trường bộ, Trung bộ, Tương Ưng bộ, Tăng Chi bộ, và Tiểu bộ).

## Giới thiệu
Bộ kinh này là một tập hợp các bài kinh dài ngắn không đều, nhưng đa số là các bài kinh ngắn, được sắp xếp và kết nhóm theo từng loại chủ đề, gọi là Tương Ưng (Samyutta). Có tất cả là 56 Tương Ưng được bố trí vào 5 tập, gọi là 5 Thiên (Vagga):
- 1. Thiên Có Kệ (Sagàthàvagga Samyuttapàli): 11 Tương Ưng
- 2. Thiên Nhân Duyên (Nidànavagga Samyuttapàli): 10 Tương Ưng
- 3. Thiên Uẩn (Khandavagga Samyuttapàli): 13 Tương Ưng
- 4. Thiên Sáu Xứ (Salàyatanavagga Samyuttapàli): 10 Tương Ưng
- 5. Thiên Đại Phẩm (Mahàvagga Samyuttapàli): 12 Tương Ưng

Bộ kinh đã được Hòa thượng Thích Minh Châu dịch sang Việt ngữ và Thiền viện Vạn Hạnh phát hành trong đầu thập niên 1980. Sau đó, trong chương trình phiên dịch và ấn hành Đại tạng kinh Việt Nam, bộ kinh được tái bản năm 1993 và đánh số thứ tự từ 12 đến 16.
Trong hệ A-hàm của Hán tạng, bộ kinh tương ứng là Tạp A-hàm, đã được Hòa thượng Thích Thiện Siêu và Hòa thượng Thích Thanh Từ dịch và ấn hành năm 1993, Đại tạng kinh Việt Nam số 17 đến 20.

## Mục lục kinh[1]

### Tập 1: Thiên Có Kệ
- [01] Chương Một: Tương Ưng Chư Thiên
- [02] Chương Hai: Tương Ưng Thiên Tử
- [03] Chương Ba: Tương Ưng Kosala
- [04] Chương Bốn: Tương Ưng Ác Ma
- [05] Chương Năm: Tương Ưng Tỷ Kheo Ni
- [06] Chương Sáu: Tương Ưng Phạm ThiênII Devadatta
- [07] Chương Bảy: Tương Ưng Bà La Môn
- [08] Chương Tám: Tương Ưng Trưởng Lão Vangisa
- [09] Chương Chín: Tương Ưng Rừng
- [10] Chương Mười: Tương Ưng Dạ Xoa
- [11] Chương Mười một: Tương Ưng Sakka

### Tập 2: Thiên Nhân Duyên
- [12] Chương Một: Tương Ưng Nhân Duyên
- [13] Chương Hai: Tương Ưng Minh Kiến
- [14] Chương Ba: Tương Ưng Giới
- [15] Chương Bốn: Tương Ưng Vô Thỉ
- [16] Chương Năm: Tương Ưng Kassapa
- [17] Chương Sáu: Tương Ưng Lợi Ích Đắc Cung Kính
- [18] Chương Bảy: Tương Ưng Rahula
- [19] Chương Tám: Tương Ưng Lakkhana
- [20] Chương Chín: Tương Ưng Thí Dụ *
- [21] Chương Mười: Tương Ưng Tỷ Kheo

### Tập 3: Thiên Uẩn
- [22] Chương Một: Tương Ưng Uẩn
- [23] Chương Hai: Phẩm Tương Ưng Radha
- [24] Chương Ba: Tương Ưng Kiến
- [25] Chương Bốn: Tương Ưng Nhập
- [26] Chương Năm: Tương Ưng Sanh
- [27] Chương Sáu: Tương Ưng Phiền Não
- [28]Chương Bảy: Tương Ưng Sàriputta
- [29] Chương Tám: Tương Ưng Loài Rồng
- [30] Chương Chín: Tương Ưng Kim Xí Điểu
- [31] Chương Mười: Tương Ưng Càn-Thát-Bà
- [32] Chương Mười Một: Tương Ưng Thần Mây
- [33] Chương Mười Hai: Tương Ưng Vacchagota
- [34] Chương Mười Ba: Tương Ưng Thiền

### Tập 4: Thiên Sáu Xứ
- [35] Chương Một: Tương Ưng Sáu Xứ
- [36] Chương Hai - Tương Ưng Thọ
- [37] Chương Ba: Tương Ưng Nữ Nhân
- [38] Chương Bốn: Tương Ưng Jambukhàdaka
- [39] Chương Năm: Tương Ưng Sàmandaka
- [40] Chương Sáu: Tương Ưng Moggalàna
- [41] Chương Bảy: Tương Ưng Tâm
- [42] Chương Tám: Tương Ưng Thôn Trưởng
- [43] Chương Chín: Tương Ưng Vô Vi
- [44] Chương Mười: Tương Ưng Không Thuyết

### Tập 5: Thiên Đại Phẩm
- [45] Chương Một: Tương Ưng Đạo
- [46] Chương Hai: Tương Ưng Giác Chi
- [47] Chương Ba: Tương Ưng Niệm Xứ
- [48] Chương Bốn: Tương Ưng Căn
- [49] Chương Năm: Tương Ưng Chánh Cần
- [50] Chương Sáu: Tương Ưng Lực
- [51] Chương Bảy: Tương Ưng Như Ý Túc
- [52] Chương Tám: Tương Ưng Anuruddha
- [53] Chương Chín: Tương Ưng Thiền
- [54] Chương Mười: Tương Ưng Hơi Thở Vô, Hơi Thở Ra
- [55] Chương Mười Một: Tương Ưng Dự Lưu
- [56] Chương Mười Hai: Tương Ưng Sự Thật